# 青山徹蔵
青山 徹蔵（あおやま てつぞう、1882年11月2日 - 1953年1月10日）は日本の医学者（外科学）、華族（男爵）。

## 経歴
長野県東筑摩郡洗馬村（現塩尻市）の代々医家の熊谷家に生まれる。熊谷陸蔵の次男で、元東北帝国大学総長熊谷岱蔵の実弟。
明治39年（1906年）東京大学医科大学（東京大学医学部）卒業。在学中に同大内科教授青山胤通の娘芳子と結婚、青山姓となった。大正5年（1916年）「胆石形成に関する実験的研究」で医学博士号取得。同8年（1919年）東京帝大外科学助教授、同14年（1925年）外科学第1講座教授。外国留学後、昭和11年（1936年）視力障害を理由に依願退職。従三位勲三等。
腹部外科、特に胆石症や胃潰瘍などの権威として知られ、著作に「小外科総論」がある。